# Fukushima 50
Fukushima 50 là cách gọi ngắn gọi của các phương tiện truyền thông về 50 người tình nguyện ở lại nhà máy điện hạt nhân Fukushima I sau khi xảy ra tai nạn hạt nhân tại đây. Một đám cháy lớn đã xảy ra sau sự cố hạt nhân tại nhà máy này, lúc xảy ra đám cháy 750 nhân viên làm việc trong nhà máy được di tán nhưng 50 người này đã nhận ở lại để khắc phục các sự cố.